# Rianodina
Rianodina és un diterpenoide verinós que es troba a la planta verinosa sud-americana anomenada Ryania speciosa (dins la família Salicaceae). Originàriament es va fer servir com un insecticida.
Aquest compost químic és extremadament afí amb la forma oberta del receptor de la rianodina, de les cèl·lules dels músculs incloent-ne el cardíac.